# Iullus Antonius
Iullus Antonius (43 v.Chr. – 2 v.Chr.) was een Romeins magistraat en zoon van de triumvir Marcus Antonius.

## Biografie
Iullus Antonius was het tweede kind van Marcus Antonius uit diens huwelijk met Fulvia Flacca Bambula, na Marcus Antonius Antyllus. Nadat Fulvia in 40 v.Chr. aan ziekte overleden was tijdens haar verbanning naar Sicyon na een verloren conflict met Octavianus, werden Iullus en Antyllus grotendeels opgevoed door Marcus Antonius volgende echtgenote Octavia minor. In 32 v.Chr. scheidde Marcus Antonius echter van Octavia om te kunnen trouwen met de Egyptische koningin Cleopatra VII. Iullus bleef echter in Rome bij Octavia, hoewel Antyllus naar zijn vaders nieuwe gezin in Egypte verhuisde. Na de overwinning van Octavianus in de Slag bij Actium en de zelfmoord van Marcus Antonius en Cleopatra in 30 v.Chr. werd Antyllus op bevel van Octavianus vermoord, maar het leven van Iullus bleef gespaard.
In de daaropvolgende jaren kwam Iullus in hoog aanzien te staan bij Octavianus, die inmiddels keizer Augustus was geworden. In de loop van de jaren kreeg hij onder andere de ambten van praetor, consul en proconsul toebedeeld. Toen Marcus Vipsanius Agrippa in 21 v.Chr. van zijn echtgenote Claudia Marcella maior scheidde om te kunnen huwen met Augustus' dochter Julia maior, hertrouwde Claudia Marcella met Iullus Antonius. Uit dit huwelijk sproten drie kinderen voort.
Ergens na 12 v.Chr. begon Iullus Antonius echter een amoureuze verhouding met Julia maior, die na de dood van Agrippa in een ongelukkig huwelijk met de latere keizer Tiberius was terechtgekomen. De verhouding kwam in 2 v.Chr. aan het licht en veroorzaakte een groot publiek schandaal, wat ertoe leidde dat Augustus Iullus Antonius ter dood veroordeelde voor overspel. Hierop pleegde Iullus uiteindelijk zelfmoord.
Iullus Antonius was ook actief als dichter en schreef een werk met de titel Diomedea, dat buiten de titel niet is overgeleverd.